# Aktionsbündnis gegen Studiengebühren
Das Aktionsbündnis gegen Studiengebühren (ABS) entstand im April 1999, als Protest gegen die mangelnde Entschlossenheit der damaligen rot-grünen Bundesregierung Deutschlands, ihr Wahlversprechen eines bundeseinheitlichen Studiengebührenverbotes in die Tat umzusetzen Programmatische Grundlage des ABS ist der „Krefelder Aufruf“, der auf grundsätzlicher Ebene für eine umfassende Gebührenfreiheit des Hochschulstudiums eintritt. Hierin heißt es u. a.:

„Studiengebühren sind aus gesellschafts-, sozial- und bildungspolitischen Gründen abzulehnen. Sie lösen kein einziges Problem, sondern verschärfen die Krise des Bildungssystems.“

Nach eigenen Angaben haben sich über 300 Organisationen durch Unterzeichnung des Krefelder Aufrufs dem ABS angeschlossen, darunter befinden sich viele Studierendenvertretungen als Einzelmitglieder, sowie der studentische Dachverband fzs. Das ABS ist ein breites gesellschaftliches Bündnis, ihm gehören unter anderem die Gewerkschaft Erziehung und Wissenschaft (GEW), politische Jugend- und Hochschulorganisationen (z. B. Juso-Hochschulgruppen, Campusgrün, Bündnis linker und radikaldemokratischer Hochschulgruppen), der Bund demokratischer Wissenschaftlerinnen und Wissenschaftler (BdWi), das Bundesjugendwerk der Arbeiterwohlfahrt, die Evangelische Studierendengemeinde und als Einzelpersonen eine Reihe von Wissenschaftlern an.
Auf der Vollversammlung im Sommer 2006 beschloss das Bündnis mit der „Hattinger Erklärung“ eine Reaktion auf die Einführung von Studiengebühren in mehreren Bundesländern. Dieses Grundsatzpapier bekräftigt die Position und das Eintreten gegen jede Form eines gebührenfinanzierten Studiums.

## Aktivitäten
Um seine Ziele zu erreichen, organisiert das ABS eine Reihe von unterschiedlichen Aktivitäten selbst oder unterstützt bestehende Aktivitäten. So ist das ABS ist bei studentischen Streiks, bei Unterschriftensammlungen und bei Protesten gegen Studiengebühren zu finden. Zudem ist das ABS eine der Stimmen, die in den Medien gegen Studiengebühren kämpft. Das ABS wird zudem bei Anhörungen von Parteien und Parlamenten als sachverständige Organisation eingeladen und initiiert und begleitet politische und juristische Auseinandersetzung im Themenbereich Studiengebühren. Darüber hinaus organisierte das ABS auch Großdemonstrationen gegen Studiengebühren oder einen Studiengebührenboykott zum Sommersemester 2007.
Auch entwickelte es zusammen mit den Bündnispartnern Kampagnen gegen Umstrukturierungen und die soziale Ausgrenzung von Bevölkerungsschichten im Bildungssystem. Die Jenaer Erklärung, beschlossen in Jena im August 2013, hält an einer Grundsatzkritik aller Bildungsgebühren wie „Langzeit-, Zweitstudiums-, Senior_innen-, Gasthörer_innen-, Weiterbildungs- oder Verwaltungsgebühren“ fest, stellt sich gegen neoliberale Reformen im Bildungssystem und verbindet sie mit einer grundsätzlichen Kapitalismuskritik, sowie der Ablehnung der „Schuldenbremse“. Sie schließt mit den Worten:

„Erst durch eine umfassende Reformierung des Bildungssystems kann der Grundstein für ein emanzipatorisches Verständnis von Bildung gelegt werden.“

Im Januar 2016 wurde auf der Vollversammlung des ABS in Würzburg mit dem Würzburger Signal ein erneuter Aufruf gegen Bildungsgebühren beschlossen. In diesem wird neben einer Erneuerung der Kritik an Langzeitstudiengebühren und Gebühren für Studierende aus Nicht-EU-Staaten die Thüringer rot-rot-grüne Koalition aufgefordert, die dort in 16 verschiedenen Bereichen eingeordneten Gebühren und Entgelte abzuschaffen. Laut dem Papier nähmen die Hochschulen so in Summe 8,3 Millionen Euro im Jahr ein.
Im Rahmen der Proteste gegen Studiengebühren vor allem in Niedersachsen, Baden-Württemberg und Bayern befindet sich das Bündnis in einer Phase der Reaktivierung. So gab es zuletzt Aktivitäten gegen Studiengebühren in Bayern. Das ABS will sich künftig verstärkt mit den „nicht klassischen Gebühren“ wie solche für Studierenden aus Nicht-EU-Staaten, Langzeitgebühren, Verwaltungsgebühren oder für Weiterbildungsangebote beschäftigten.

## Struktur
Das ABS unterhält keine eigene Infrastruktur, sondern nutzt die Möglichkeiten der es unterstützenden Organisationen. Der fzs führt das Konto des Bündnisses; auch das Büro des ABS und seine Postadresse sind dort angesiedelt, während der studentische Verein uebergebuehr aus Hessen die Website hostet. Außer bei speziellen Kampagnen wird das Bündnis im Wesentlichen von den Studierendenschaften finanziert.

### Geschäftsführung
Das Aktionsbündnis gegen Studiengebühren verfügte bis 2011 über eine Geschäftsführung. Die Geschäftsführenden waren:
| Geschäftsführung                                         | Amtszeit  |
| -------------------------------------------------------- | --------- |
| Olaf Bartz                                               | 1999–2001 |
| Christian Schneijderberg                                 | 2001–2002 |
| Klemens Himpele, Markus Struben                          | 2002–2003 |
| Klemens Himpele                                          | 2003–2004 |
| Sascha Vogt, Ernest Hammerschmidt                        | 2004–2005 |
| Jochen Dahm, Amin Benaissa                               | 2005–2006 |
| Frederik Dehnert, Christiane Schmidt, Mike Niederstraßer | 2006–2007 |
| René Held, André Schnepper                               | 2007–2008 |
| Jessica Castro Merino, Malte Clausen                     | 2008–2009 |
| Christina Schrandt, Alexander Lang                       | 2009–2010 |
| Amin Benaissa, Nadine Berger                             | 2010–2011 |
| Organisation                                             |           |
| Kurt Stiegler                                            | 2013–     |
| Pressearbeit                                             |           |
| Kai Inboden                                              | 2014–2015 |
| Kevin Kunze                                              | 2015–     |
| Fundraising                                              |           |
| Johannes Struzek                                         | 2014–     |

Die Vollversammlung vom 6. November 2013 beschloss, ein „Arbeitsgremium“ aus drei Personen, zuständig für Organisation, Pressearbeit und Fundraising einzurichten, um eine strukturelle Verbesserung und Reaktivierung des Bündnisses zu fördern. Das Gremium leitet das Bündnis seit März 2014 in der Nachfolge der bisherigen Geschäftsführung.

### Koordinierungsorgan
Zur Vernetzung zwischen den Bündnispartnern, Planung von Kampagnen und der weiteren inhaltlichen Arbeit existiert ein Koordinierungsorgan (ABS-KO oder KO), in welches Bündnispartner gewählt werden. Es wird auf jeder Vollversammlung neu bestimmt und repräsentiert die im Bündnis zusammengeschlossenen Organisationen. Zurzeit gehören folgende Organisationen dem KO an:
AStA Uni Hannover, AStA Universität Frankfurt, Juso-Hochschulgruppen, AStA Universität zu Köln, AStA Universität Marburg, Studierendenrat Universität Jena, KTS, GEW-BASS, Freier Zusammenschluss von StudentInnenschaften

### Vollversammlung
Die Vollversammlung hat die Aufgabe neue Bündnispartner zu bestätigen, die Geschäftsführung und das KO zu wählen und die politischen Grundsätze (weiter) zu entwickeln und über größere politisch-öffentliche Aktionen zu beraten. Die Vollversammlungen finden halbjährlich statt.

### Trägerverein
Träger des Aktionsbündnisses ist der Trägerverein des Aktionsbündnisses gegen Studiengebühren e. V. mit Sitz in Darmstadt.

### Förderverein
Im Zuge der Bemühungen um eine von den Bündnisorganiationen unabhängige (Rechts-)struktur wurde am 29. Februar 2008 ein Förderverein gegründet, der später aus steuerrechtlichen Gründen unter dem Namen „Verein zu Förderung des Rechts auf Bildung“ firmierte. Die geplante Struktur erwies sich als nicht eintragungsfähig beim Registergericht in Berlin-Charlottenburg und die beabsichtigte Gemeinnützigkeit konnte nicht erreicht werden. Daher wurde die Etablierung als eigenständige Struktur zunächst nicht weiter verfolgt.

## Veröffentlichung über das ABS
- Klemens Himpele, Torsten Bultmann (Hrsg.): Studiengebühren in der gesellschaftlichen Auseinandersetzung. 10 Jahre Aktionsbündnis gegen Studiengebühren (ABS): Rückblick und Ausblick. BdWi-Verlag, Marburg 2009, ISBN 978-3-939864-07-3 (290 S.).